# Большое кольцо (космос)
Большое кольцо (англ. Big Ring) — крупномасштабная структура кольцеобразной формы, состоящая из галатик и галактических скоплений, диаметр которой составляет 1,3 млрд световых лет. Находится в созвездии Волопаса. Была обнаружена в январе 2024 года аспиранткой Университета Центрального Ланкашира Алексией Лопес. Открытие этой структуры противоречит космологическому принципу, согласно которому вся материя равномерно распределена по Вселенной, поэтому столь крупные структуры просто не могут существовать.